# San José de las Moras
San José de las Moras es una localidad del estado mexicano de Jalisco. Es parte del municipio de La Barca.

## Toponimia
El nombre «San José» hace referencia al santo patrono de la localidad: José de Nazaret.

## Demografía
| Gráfica de evolución demográfica |
|                                  |

| Censo | Población |
| ----- | --------- |
| 1900  | 964       |
| 1910  | 732       |
| 1921  | 630       |
| 1930  | 700       |
| 1940  | 734       |
| 1950  | 903       |
| 1960  | 1 299     |
| 1970  | 1 248     |
| 1980  | 1 330     |
| 1990  | 1 240     |
| 2000  | 1 245     |
| 2010  | 1 231     |
| 2020  | 1 343     |